# 太陽的眼淚
『太陽的眼淚』是日本男性偶像組合NEWS第8張單曲。

## 概要
- 在「NEWS CONCERT TOUR pacific 2007-2008」東京巨蛋公演時首次表演此曲。
- 另外、同樣是山下智久主演電影『詐欺獵人』主題歌。
- 初回生産限定盤及通常盤的封面、內頁及收錄內容是不同。
- PV最後山下智久說「感謝」時，第三次用寫著(山)(P)的紙杯蓋著自己的雙眼。

## 收錄歌曲

### 初回生産限定盤
1. 太陽的眼淚
  - 作詞・作曲: カワノミチオ、編曲: m-takeshi
  - 山下智久主演電影『詐欺獵人』主題歌
2. 美的過火Beautiful Eyes
  - 作詞: 伊達歩、作曲: Shusui, Peter Hallstrom、編曲: 安部潤
3. 女孩
  - 作詞: 松村龍二、作曲・編曲: Shusui, Martin Ankelius, Henrik Andersson-Tervald
4. 太陽的眼淚(伴唱版本)

### 通常盤
1. 太陽的眼淚
2. 美的過火Beautiful Eyes
3. Lady Spider
  - 作詞: 稀月真皓、作曲・編曲: m-takeshi